# Hugo Corro
Hugo Pastor Corro (ur. 5 listopada 1953 w San Carlos, zm. 15 czerwca 2007 w Mendozie) – argentyński bokser, w latach 1978–1979 mistrz świata zawodowców w wadze średniej. Kariera sportowa Corro trwała 16 lat w czasie których stoczył 59 walk, z których wygrał 50 a dwie zremisował. 26 walk wygrał przez nokaut. Zmarł po długiej chorobie.